# دون هيغينبوثمان
دون هيغينبوثمان (بالإنجليزية: Don Higginbotham)‏ هو مؤرخ أمريكي، ولد في 22 مايو 1931، وتوفي في 22 يونيو 2008 في تشابل هيل في الولايات المتحدة.